# روزهای سپتامبر
روزهای سپتامبر (ارمنی: 1918 թ. Բաքվի հայերի կոտորած، آوانگاری: Bakvi hayeri kotorats، ت. «قتل عام ارامنه باکو در سال ۱۹۱۸») به دوره‌ای در طول جنگ داخلی روسیه در سپتامبر ۱۹۱۸ اشاره دارد که طی آن ارمنی‌های ساکن باکو در آذربایجان، توسط ارتش موسوم به اردوی اسلام قفقاز به رهبری انور پاشا و متحدان محلی آذری آن‌ها هنگام تصرف پایتخت آیندۀ جمهوری دموکراتیک آذربایجان قتل عام شدند. بر اساس اکثر تخمین‌ها، حدود ۱۰۰۰۰ نفر با قومیت ارمنی در این خشونت‌ها کشته شده‌اند، اگرچه برخی منابع ادعا می‌کنند که تعداد آن‌ها به ۳۰۰۰۰ نفر می‌رسد. برخی پژوهشگران گفته‌اند که این قتل عام به تلافی وقایع مارس انجام شده که طی آن نیروهای داشناک و بلشویک، ساکنان آذربایجانی شهر را در مارس ۱۹۱۸ قتل عام کرده‌بودند. این آخرین قتل عام بزرگ در جنگ جهانی اول بود.